# Drujne, Kuibîșeve
Drujne (în ucraineană Дружне) este un sat în comuna Husarka din raionul Kuibîșeve, regiunea Zaporijjea, Ucraina.

## Demografie
Componența lingvistică a localității Drujne
     Ucraineană (75,64%)
     Rusă (24,36%)
Conform recensământului din 2001, majoritatea populației localității Drujne era vorbitoare de ucraineană (75,64%), existând în minoritate și vorbitori de rusă (24,36%).